# دامفلت
دامفلت (به آلمانی: Dammfleth) یک شهر در آلمان است که در اشتاینبورگ واقع شده‌است. دامفلت ۳۳۰ نفر جمعیت دارد.